# 清水康敬
清水 康敬（しみず やすたか、1940年4月 - ）は、日本の工学者。東京工業大学名誉教授、東京科学大学学長相談役。
国立大学法人東京工業大学監事(常勤役員)、メディア教育開発センター理事長などを歴任。工学博士。専門は、教育工学、電磁波工学、弾性表面波工学。

## 人物
長野県出身。教育工学の権威の一人として知られ、工学的なアプローチからの教育工学を主とする。

## 略歴
- 1964年3月　東京工業大学理工学部卒業
- 1966年3月　東京工業大学大学院理工学研究科修士課程修了
- 1966年4月　第二精工舎（現・セイコーインスツル）入社。開発部に配属。
- 1970年4月　東京工業大学工学部助手
- 1973年10月　東京工業大学教育工学開発センター助教授
- 1985年2月　東京工業大学教育工学開発センター教授
- 1992年4月　文部省放送教育開発センター研究開発部教授（併任）（～1995.3）
- 1994年4月　東京工業大学教育工学開発センター長（～1998.3）
- 1996年5月　東京工業大学大学院社会理工学研究科教授（～2001.3）
- 1997年10月　学位授与機構審査研究部教授(併任)（～1998.3）
- 1998年4月　東京工業大学大学院社会理工学研究科長（～2000.3）
- 2001年3月　東京工業大学を退職、同大名誉教授
- 2001年4月  国立教育政策研究所教育研究情報センター長、メディア教育開発センター研究開発部教授（併任）（～2004.3）
- 2001年6月　日本教育工学会会長
- 2004年4月  独立行政法人メディア教育開発センター理事長
- 2005年 名誉博士、Şcoala Naţională de Studii Politice şi Administrative, ブカレスト、ルーマニア[1]
- 2009年4月　東京工業大学広報センター　所属
- 2009年7月　国立大学法人東京工業大学　監事

## 関連人物
- 中原忠男 - 環太平洋大学次世代教育学部教授
- 伊藤卓 - 横浜国立大学名誉教授
- 木村捨雄 - 鳴門教育大学名誉教授
- 無藤隆 - 白梅学園大学子ども学部教授（前・学長）